# علي زيد
علي زيد السادة ، لاعب كرة قدم قطري سابق.
و قد كان يلعب مع منتخب قطر لكرة القدم.

## كأس الخليج 1984
و قد سجل هدف في مرمى منتخب السعودية لكرة القدم، وقد سجل هدف في مرمى منتخب عمان لكرة القدم، وقد سجل هدف في مرمى منتخب البحرين لكرة القدم.

## روابط خارجية
- علي زيد على موقع كووورة
- علي زيد على موقع أوليمبيديا (الإنجليزية)